# Macierz symetryczna
Macierz symetryczna – macierz kwadratowa (tzn. o tej samej liczbie wierszy i kolumn), której wyrazy położone symetrycznie względem przekątnej głównej są równe; formalnie jest to macierz kwadratowa {\displaystyle \mathbf {A} =[a_{ij}]} stopnia {\displaystyle n,} która dla {\displaystyle i,j=1,\dots ,n} spełnia warunek
{\displaystyle a_{ij}=a_{ji},}
który można zapisać krótko przy pomocy transpozycji jako
{\displaystyle \mathbf {A} ^{\mathrm {T} }=\mathbf {A} .}

## Własności
- Kombinacja liniowa macierzy symetrycznych oraz macierz odwrotna do odwracalnej macierzy symetrycznej są macierzami symetrycznymi; iloczyn macierzy symetrycznych na ogół nie jest symetryczny.
- Dla dowolnej macierzy {\displaystyle \mathbf {A} } macierz {\displaystyle \mathbf {AA} ^{\mathrm {T} }} jest symetryczna, bowiem {\displaystyle \left(\mathbf {AA} ^{\mathrm {T} }\right)^{\mathrm {T} }=\mathbf {(A^{T})^{T}} \mathbf {A} ^{\mathrm {T} }=\mathbf {AA} ^{\mathrm {T} }.}
- Dla macierzy {\displaystyle \mathbf {A} } macierz {\displaystyle \mathbf {A} +\mathbf {A} ^{\mathrm {T} }} jest symetryczna, bowiem {\displaystyle \left(\mathbf {A+A} ^{\mathrm {T} }\right)^{\mathrm {T} }=\mathbf {A} ^{\mathrm {T} }+\mathbf {(A^{T})^{\mathrm {T} }} =\mathbf {A+A} ^{\mathrm {T} }.}
- Przestrzeń macierzy kwadratowych stopnia {\displaystyle n} rozkłada się na sumę prostą przestrzeni kwadratowych macierzy symetrycznych i antysymetrycznych: jeżeli {\displaystyle \mathbf {A} } jest dowolną macierzą kwadratową stopnia {\displaystyle n,} to
{\displaystyle \mathbf {A} ={\tfrac {1}{2}}\left(\mathbf {A} +\mathbf {A} ^{\mathrm {T} }\right)+{\tfrac {1}{2}}\left(\mathbf {A} -\mathbf {A} ^{\mathrm {T} }\right),}

przy czym pierwszy składnik jest macierzą symetryczną, a drugi – antysymetryczną.
- Wszystkie wartości własne symetrycznej macierzy rzeczywistej są rzeczywiste.

## Przykłady
Poniższe macierze są symetryczne:
{\displaystyle {\begin{bmatrix}7&0\\0&0\end{bmatrix}},\quad {\begin{bmatrix}2&1&3\\1&6&7\\3&7&9\end{bmatrix}}.}